# Суд (музыкальный спектакль)
Музыка́льный спекта́кль «Суд» (иногда мю́зикл «Суд») — авторская концертная программа Игоря Талькова, созданная в 1991 году. Представляла собой мюзикл, театрализованный спектакль с исполнением социально-политических песен Игоря Талькова, главной идеей которого являлось совместное со зрителями осуществление суда над организаторами Октябрьской революции 1917 года и последующими руководителями советского государства, «…трудами которых — согласно утверждению Талькова — Российская империя превратилась из могущественнейшей мировой державы в едва ли не самую отсталую страну планеты, а говоря проще и точнее — в сырьевую базу развитых капиталистических стран». Завершался спектакль лирическими песнями Талькова. Программа многократно демонстрировалась на многих концертных площадках СССР весной и летом 1991 года музыкальным коллективом Талькова «Спасательный круг».
Спектакль «Суд» известен в аудиоварианте (в виде многократно переизданной разными релизами записи концерта в Московском государственном театре эстрады от 25 мая 1991 года) и в видеоварианте (телезапись концерта в концертном зале телестудии «Орлёнок» от 9 мая 1991 года).
Фрагменты видеозаписи спектакля «Суд» были использованы в музыкальном фильме «Сны Игоря Талькова», который был снят в 1991 году примерно за месяц до смерти Игоря Талькова.

## История создания
Сам Игорь Тальков в книге «Монолог» так описал причины создания концертной программы «Суд»:

Докапываясь до сути причин, так как этот вопрос не давал мне покоя десятилетие и служил стимулом движения по пути прозрения, перевернув кипы материалов, документов, неоспоримых фактов и исторических свидетельств, я нашёл наконец ответ и пришёл к выводу, что вождь мирового пролетариата был самым настоящим русофобом. Выясняя для себя, что такое русофобия, я невольно пришёл к изучению «сионизма». Оказалось, что одно — суть другого. Точки над «i» были расставлены. Я понял, кому был нужен октябрьский переворот, уничтожение веры, борьба с Православием, истребление генофонда и одебиливание масс.
Мы — жестокого времени дети,
Лес на лесоповале.
Не живут с нами рядом на свете
Те, что в бездну упали.
В результате эпических фронд
И безумных селекций
Оскудел генетический фонд
Богатейших коллекций.
(Иван Сакава)
«Оскудел» — это автор смягчил.
Генофонд уничтожен.
Потрудились вожди-палачи
Сделать всё, что возможно,
Чтоб Россия уже никогда
Не смогла разогнуться,
Встать с колен и очнуться от сна
И к истокам вернуться.
Но, что сможем мы выжить и жить,
Палачи вряд ли знали,
И за это мы будем судить
Их сегодня вот здесь, в этом зале.
Так начинается мой спектакль «Суд»…

По мнению критика портала km.ru Дениса Ступникова, программа «Суд» являлась «результатом недельного просиживания Талькова в архивах, где он пытался восполнить для себя „белые пятна“ российской истории». В спектакле, по мнению критика, «Тальков приоткрывал завесу над самыми трагическими эпизодами революции и Гражданской войны в России. Гвоздём программы была роскошная баллада „Бывший подъесаул“, посвящённая расстрелянному командарму Филиппу Миронову».
Фонограммы концертной программы «Суд» на протяжении 1991 года записывались на фирме «Мелодия» и вышли в конце 1991 года уже после убийства Игоря Талькова на пластинке певца с названием «Россия».

## Содержание спектакля
Авторская концертная программа по замыслу состояла из 2-х отделений, диаметрально противоположных по смыслу и содержанию. В первом отделении звучали острые социально-политические песни, которые Игорь Тальков и группа «Спасательный круг» исполняли в мундирах, стилизованных под белогвардейские. В преамбуле исполнялась песня памяти Виктора Цоя, после чего происходило зажжение свечи по всем погибшим в период революции и Гражданской войны. Далее звучала вступительная часть, читались стихи в духе гражданской лирики, звучали остросоциальные песни «Родина моя» и «КПСС», после чего Тальков символично убивал «чудовище», олицетворяющее по замыслу автора советский строй, и осуществлялся диалог со зрителями, затем пелась одна из новых песен Талькова («Метаморфоза» или «Глобус»). В середине остросоциального блока Талькова якобы вызывали со сцены, и вместо него выходил некий Потапыч (переодетый под «человека из народа» Тальков), который пел наиболее острую часть блока песен: «Кремлёвская стена», «Стоп, думаю себе!», «Полугласность», «Господа демократы».
Затем на сцену снова возвращался Тальков в привычном образе и пел песню «Бывший подъесаул», снабжая происходящее на сцене комментариями и приведением исторической справки о главном герое песни — историческом персонаже Филиппе Миронове. Далее во время исполнения песни «Россия» он надевал форму, стилизованную под форму офицера Русской императорской армии, с планкой георгиевских крестов, воссоздавая образ русской армии времен Первой мировой войны. Далее в стихотворной форме звучало обращение к Ленину и песня «Я вернусь», которая фактически сигнализировала о завершении социального блока. В конце первого отделения звучала медленная песня «Бал сатаны», после которой напряжение спадало и начиналось второе отделение — лирическое, развлекательное, в котором исполнялись такие песни как «Чистые пруды», «Летний дождь», «Звезда», «Самый лучший день» и др. Тем самым в начале концерта Тальков нагружал зрителей, а затем давал им возможность расслабиться, отдохнуть.
В своём спектакле «Суд» Тальков так определял круг тех, кого вместе со зрителями «присяжными заседателями» он «судит»:
Это относится к коммунистам, конечно, но не к рядовым коммунистам [аплодисменты зала], потому, что рядовые коммунисты, они до сих пор, в общем-то, ничего не понимают. Это относится к тем, кто «разделяет и властвует»…

## Варианты спектакля

### Аудиоверсия
Аудиоверсия концертной программы «Суд» выдержала большое число переизданий многомиллионными тиражами на магнитных кассетах и дисках, в урезанном варианте (под коммерческим названием «Последний концерт», впервые издан в 1996 году) и полном варианте (под названием «Суд», впервые издан двумя частями в 2001 году). В основе издаваемых альбомов лежала сохранившаяся профессиональная запись концерта с программой «Суд» в Московском государственном театре эстрады от 25 мая 1991 года. Содержание данных альбомов следующее:

#### Последний концерт (1996)
1. Памяти Виктора Цоя (5:14)
2. Декламация Талькова (3:33)
3. Родина моя, КПСС (8:54)
4. Метаморфоза (3:40)
5. Бывший подъесаул (10:28)
6. Россия (8:10)
7. Я вернусь (8:30)
8. Чистые пруды (7:43)
9. Самый лучший день (4:49)
10. Летний дождь (7:41)
11. Звезда (5:53)

#### Суд (2001)
| Часть 1 1. Памяти Виктора Цоя (11:27) 2. Родина моя (5:58) 3. КПСС (3:02) 4. Революционная ламбада (1:32) 5. Чижик-пыжик (3:11) 6. Метаморфоза (4:13) 7. Кремлёвская стена (5:15) 8. Стоп!.. Думаю себе… (3:40) 9. Полугласность (1:27) 10. Господа демократы (7:11) 11. Бывший подъесаул (9:36) | Часть 2 1. Россия (12:27) 2. Я вернусь (6:40) 3. Бал сатаны (10:16) 4. Чистые пруды (7:26) 5. Звезда (5:53) 6. Самый лучший день (5:30) 7. Летний дождь (8:36) 8. Океан непонимания (4:35) 9. Уеду! (8:21) |

### Видеоверсия
Центральным телевидением Гостелерадио СССР была осуществлена видеозапись музыкального спектакля «Суд», сыгранного 9 мая 1991 года в концертном зале телестудии «Орлёнок». Но позднее профессиональная копия видеозаписи оказалась утрачена, так и не попав на экраны телевизоров. С целью донесения до зрителя основной концертной программы Талькова студией ДИВ при участии Музея Игоря Талькова была реанимирована архивная телевизионная копия этого концерта, которая была издана на видеокассетах в середине 1990-х гг.

#### Содержание видеоверсии
- Вступление
- Памяти В. Цоя
- Вступление-2
- Родина моя
- КПСС
- Революционная ламбада
- Марш дебилов
- Глобус
- Кремлёвская стена
- Стоп! Думаю себе
- Полу-гласность
- Господа демократы
- Бывший подъесаул
- Россия
- Мы жестокого времени дети…
- Я вернусь
- Бал сатаны
- Чистые пруды
- Звезда
- Самый лучший день
- Летний дождь
- В океане непонимания
- Уеду!
- Метаморфоза

Длительность видео 2 ч. 5 мин.

## Дополнительная информация
Некоторые реквизиты, применявшиеся в спектакле «Суд», в настоящее время находятся в экспозиции музея Игоря Талькова. В частности, там хранится мундир офицера русской армии с четырьмя георгиевскими крестами, который надевал Тальков во время исполнения песни «Россия» в спектакле, маска «зверя-КПСС», в которой на сцене плясало «чудовище» во время звучания песни «КПСС», и др.
Реальный суд над КПСС действительно начался в 1991 году, но был приостановлен Ельциным, — Тальков негодовал по этому поводу, о чём написал Ельцину письмо-ультиматум во второй половине сентября 1991 года, через две недели после чего он был убит при до сих пор невыясненных обстоятельствах.

## Отзывы критиков
Рецензент InterMedia в обзоре переиздания каталога артиста 2001 года назвал программу «Суд» «исчерпывающим представлением о Талькове»: «„Суд“, которым восхищались в 1991-м, в 2001-м выглядит паноптикумом. Надрывно-зло звучат хиты — на тот момент уже ставшие хитами. <…> Можно сколь угодно не любить коммунистов, демократов — кого угодно, однако разменивать дар на нелюбовь — пустое. Тальков-трибун звучит потрясающе несвоевременно, и не дай ему Бог своевременным быть. Иначе некуда будет возвращаться — с войны».
Александр Морсин («ТАСС», 2021 год): «Тальков стянул в один образ Галича, журнал „Крокодил“, общество „Память“, Говорухина с его „Так жить нельзя“, эпиграммы Юлия Кима, рок-бунтарей и закрытый в годы застоя КВН — с одной стороны и Бориса Хмельницкого, Чака Норриса (с непременной повязкой на голове), Виктора Салтыкова и Джорджа Майкла в кожаной куртке — с другой».